# Вэньфэн
Вэньфэ́н (кит. упр. 文峰, пиньинь Wénfēng) — район городского подчинения городского округа Аньян провинции Хэнань (КНР). Район назван в честь находящейся на его территории пагоды Вэньфэн.

## История
Исторически эти места входили в состав уезда Аньян. При империи Северная Чжоу в ходе кампании против мятежного генерала Юйчи Цзюна чэнсян Ян Гуань в 580 году сжёг Ечэн, после чего сюда были вынуждены перебраться власти уезда Есянь, округа Вэйцзюнь и области Сянчжоу. Город получил название Синьечэн (新邺城, «Новый Ечэн») и стал развиваться как политический, экономический и культурный центр региона.
В 1949 году урбанизированная часть уезда Аньян была выделена в отдельную административную единицу — город Аньян, который был разделён на четыре района. В 1954 году район № 3 был расформирован, а его часть была присоединена к району № 2. В 1956 году район № 2 был переименован в район Вэньфэн. В 1958 году район Вэньфэн был переименован в коммуну Дэнта (灯塔人民公社), но в 1962 году ему было возвращено прежнее название. В 1973 году район Вэньфэн был разделён на три района: современный район Вэньфэн, район Теси и район Бэйгуань.
В 2016 году произошёл обмен территориями между районом Вэньфэн и уездом Аньян.

## Административное деление
Район делится на 15 уличных комитетов и 2 посёлка.